# Filippo Mané
Filippo Calixte Mané (* 8. März 2005 in Magenta) ist ein italienisch-senegalesischer Fußballspieler. Er spielt als Innen- oder rechter Außenverteidiger, steht in Deutschland bei Borussia Dortmund unter Vertrag und ist italienischer Nachwuchsnationalspieler.

## Karriere

### Vereine
Mané spielte zu Beginn seiner Vereinslaufbahn unter anderem für Novara Calcio und Sampdoria Genua, ehe er im Jahr 2022 als 16-Jähriger nach Deutschland in die Nachwuchsabteilung von Borussia Dortmund wechselte. Unter Trainer Mike Tullberg rückte der Verteidiger hier im Sommer 2022 in die A-Jugend auf und spielte mit der Mannschaft in der Junioren-Bundesliga sowie in der UEFA Youth League. Im Europapokalwettbewerb der U19-Mannschaften traf er mit dem BVB auf Manchester City oder Paris Saint-Germain und gelangte mit ihm bis ins Viertelfinale. Hier traf das Team auf Hajduk Split und die Partie musste letztendlich im Elfmeterschießen entschieden werden. Während alle Spieler vor ihm trafen, vergab Mané seinen Versuch, woraufhin man aus dem Turnier ausschied. In der Bundesliga blieb Mané mit seiner Mannschaft in einer verkürzten Vorrunde ungeschlagen, verpasste dann aber in Folge einer langwierigen Muskelverletzung erst die Sonderspiel- und dann auch die Meisterschaftsendrunde. Ohne ihn unterlagen seine Teamkameraden im Endspiel um die Meisterschaft dem 1. FSV Mainz 05. Als Nachfolger seines Mitspielers in der Innenverteidigung, Nnamdi Collins, der zu Eintracht Frankfurt wechselte, wurde Mané zur Spielzeit 2023/24 neuer Mannschaftskapitän. Bis in den November 2023 hinein gewann der Verteidiger mit der Borussia alle Ligaspiele und das teils auch sehr deutlich (6:0 gegen Alemannia Aachen oder 4:0 gegen Fortuna Düsseldorf). Anschließend fiel er bis zum folgenden Februar aus, da er sich eine Knieverletzung zuzog. Nach nur wenigen Spielen fiel Mané erneut aus, diesmal aufgrund eines Muskelfaserrisses, und kehrte erst zur Meisterschaftsrunde wieder zurück.
Nachdem sich Dortmund im Halbfinale gegen Hertha BSC durchgesetzt hatte, verlor man allerdings wieder das Endspiel, diesmal hieß der Gegner 1899 Hoffenheim. Die Sommervorbereitung auf die Saison 2024/25 absolvierte Mané mit der Bundesligamannschaft von Trainer Nuri Şahin und war in der Folge für die A-Junioren noch in der Youth League eingeplant. Unter Şahin saß er in der Folge in der Liga wie auch in der Champions League und im Pokal mehrfach auf der Bank. Weitere Muskelverletzungen verhinderten aber Einsätze für das Team. Zumindest konnte der Verteidiger Ende August 2024 erstmals für die U23 in der 3. Liga spielen, als er von Trainer Jan Zimmermann beim 1:1 gegen Hansa Rostock neben dem zwei Jahre älteren Yannik Lührs von Beginn an in der Innenverteidigung aufgeboten wurde. Im Januar 2025 unterschrieb Mané einen bis 30. Juni 2028 gültigen Profivertrag.
Im August 2025 feierte er in der 1. Runde des DFB-Pokal gegen Rot-Weiss Essen sein Profi-Debüt. Er stand die kompletten 90. Minuten auf dem Platz. Das Spiel wurde mit 1:0 gewonnen.

### Nationalmannschaften
Nach Einsätzen für die U17 Italiens wurde Mané auch für die U19 nominiert. Mit dieser nahm er an einer von zwei möglichen Europameisterschaften teil, als er 2024 in Nordirland in allen Spielen auf dem Feld stand. Gegen den späteren Turniersieger Spanien schieden die Italiener im Halbfinale in der Verlängerung aus.

## Titel
Borussia Dortmund
- Deutscher A-Junioren-Meister: 2022
- Meister der A-Junioren-Bundesliga West: 2022